# Giovanni Francesco Mauro Melchior Salvemini da Castiglione
Giovanni Francesco Mauro Melchior Salvemini da Castiglione (alemany: Johann Castillon)  (Castiglion Fiorentino, 15 de gener de 1708 - Berlín, 11 d'octubre de 1791) (normalment conegut com a Jean de Castillon o Johann Castillon) fou un matemàtic d'origen italià del segle xviii conegut pel seu treball sobre la cardioide.

## Vida
Castillon era fill d'una família aristocràtica de la Toscana. Va estudiar jurisprudència a la Universitat de Pisa, on es va graduar el 1729. Els anys següents es va dedicar a fer traduccions a l'italià i al francès d'obres angleses, sobre tot de Newton.
El 1736 va marxar a Suïssa, aparentment fugint de la Inquisició i de la vergonya que les seves idees podien portar a la seva família. Per aquest mateix motiu va abandonar el seu cognom, Salvemini, pel de Castillon, el poble originari de la seva família: Castiglion Fiorentino.
El 1737 va ser director de l'escola humanística de Vevey. Encara que podia semblar que era ateu, el 1744 es va convertir al calvinisme, tot i que les seves idees religioses no van ser mai del tot clares. Entre 1744 i 1751 dona classes a Lausana i Berna.
El 1751 ocupà una posició a la universitat d'Utrecht on es doctor+a en matemàtiques el 1754. A partir de 1755 va ser professor ordinari de matemàtiques i d'astronomia en aquesta universitat de la que tres anys més tard en seria el rector.
El 1763 es traslladà a Berlín. cridat per Frederic el Gran qui li va oferir el lloc de professor de matemàtiques de l'escola d'Artilleria. L'any següent també ingressà a la secció de matemàtiques de l'Acadèmia de Ciències de Berlín, secció de la qual serà director a partir de 1787 en dimitir Lagrange i càrrec que ocuparà fins a la seva mort el 1791.
També va ser nomenat astrònom reial i membre de les acadèmies de Bolonya, Mannheim, Pàdua i Praga.

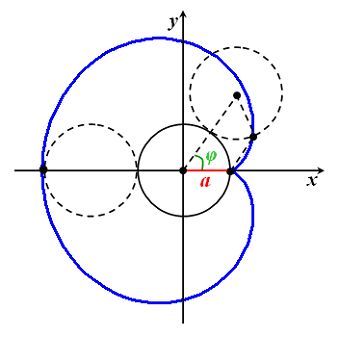
Construcció de la cardioide,.

## Obra
Durant la seva època suïssa, va publicar dos articles matemàtics als Philosophical Transactions sota el nom de J. Castilloneus: De curva cardioide, de figura sua sic dicta (1741) i De polynomia (1742). També va editar una traducció d'una selecció de les obres de Newton en tres volums (1744) i la correspondència entre Leibniz i Johann Bernoulli (1745).
Les obres per les que va ser més conegut són, però, de caràcter filosòfic: Un comentari al Discours sur l'origine de l'inégalité parmi les hommes de Jean-Jacques Rousseau (Amsterdam, 1756) i Observations sur le livre intitulé Système de la nature, una crítica del llibre del baró d'Holbach (Berlín, 1771).
A partir de 1763 va publicar diversos articles a les Memòries de l'Acadèmia de Ciències de Berlín sobre matemàtiques i astronomia. Entre ells, el 1776, va publicar la solució geomètrica del problema de Cramer-Castillon.